# Arlay
Arlay es una comuna nueva francesa situada en el departamento de Jura, de la región de Borgoña-Franco Condado.

## Historia
Fue creada el 1 de enero de 2016, en aplicación de una resolución del prefecto de Jura de 28 de octubre de 2015 con la unión de las comunas de Arlay y Saint-Germain-lès-Arlay, pasando a estar el ayuntamiento en la antigua comuna de Arlay.

## Demografía
| Gráfica de evolución demográfica de Arlay entre 1800 y 2012 |
|                                                             |

Los datos parciales entre 1800 y 2012 son el resultado de sumar los parciales de las dos comunas que forman la nueva comuna de Arlay, cuyos datos se han cogido de 1800 a 2006 para las comunas de Arlay y Saint-Germain-lès-Arlay de la página francesa EHESS/Cassini. Los demás datos se han cogido de la página del INSEE.

## Composición
| Comuna                  | Código INSEE | Población (2013) | Superficie (km²) | Densidad (hab./km²) |
| ----------------------- | ------------ | ---------------- | ---------------- | ------------------- |
| Arlay                   | 39017        | 752              | 20.19            | 37                  |
| Saint-Germain-lès-Arlay | 39482        | 482              | 6.08             | 79                  |